# Robert F. Colesberry
Robert F. "Bob" Colesberry Jr. (7 mars 1946 - 9 février 2004) est un producteur de cinéma et de télévision américain, mieux connu en tant que co-créateur de la série télévisée Sur écoute (2002–2008) pour HBO, producteur délégué de la minisérie The Corner (2000) et producteur pour After Hours de Martin Scorsese (1985), Mississippi Burning (1988) d'Alan Parker et 61* de Billy Crystal (2001),. Colesberry a également été acteur.

## Jeunesse
Colesberry est né à Philadelphie,. Colesberry sert comme lieutenant d'artillerie dans la United States Army au milieu des années 1960 . Colesberry a également brièvement joué au baseball et tenu un bar à Wildwood, New Jersey.

## Carrière
Après avoir été libéré de l'armée, il a fréquenté la Southern Connecticut State University (en), où il s'intéresse au théâtre,,. Il est ensuite transféré à la Tisch School of the Arts l'Université de New York, dont il obtient son BFA en 1974   .
Colesberry a commencé à travailler sur des films à New York. Il a été assistant réalisateur pour Andy Warhol's Bad (1977) et premier assistant réalisateur sur le film musical d'Alan Parker Fame (1980). Colesberry est alors producteur pour Le Meilleur de Barry Levinson (1984) et les comédies noires de Martin Scorsese La Valse des pantins (1982) et After Hours (1985).
Colesberry reçoit des nominations aux Oscars et aux Golden Globe pour son travail sur le Mississippi Burning (1988) et des nominations aux Emmy pour 61* (2001) et le téléfilm Death of a Salesman (1985), basé sur la pièce d'Arthur Miller .
En 1999, Colesberry commence à travailler avec HBO en tant que producteur délégué de The Corner (2000). Cette série est nommée pour quatre Primetime Emmys en 2000, en remportant deux, dont le prix de la mini-série exceptionnelle, et remporte un prix Peabody.
En 2000, Colesberry crée la série HBO Sur écoute, écrite par David Simon,. Colesberry fait des apparitions récurrentes dans la série en tant que détective Ray Cole,.
Colesberry a reçu à titre posthume un prix Peabody pour son travail sur Sur écoute en mai 2004.

## Vie privée
En 1992, Colesberry est marié à Karen L. Thorson, également cinéaste et productrice de Sur écoute.
Colesberry est un résident de longue date de New York et d'Amagansett, New York.

## Mort
Colesberry décède à Manhattan à l'âge de 57 ans de complications à la suite d'une chirurgie cardiaque le 9 février 2004. Après sa mort, le Robert F. Colesberry Scholarship Fund for young filmmakers est créé en son honneur à la NYU Tisch School,.
La mort de Colesberry survient peu de temps après ses débuts en tant que réalisateur sur le dernier épisode de la deuxième saison de Sur écoute, "Port in a Storm" (2003). Le dernier épisode de la quatrième saison, "Final Grades" (2006), et l'épisode final "-30-" (2008), lui sont dédiés. Dans l'épisode trois de la troisième saison, « DeadSoldiers » (2004), le détective Cole (interprété par Colesberry) meurt hors écran et on assiste à la veillée funèbre irlandaise organisée pour honorer sa mémoire,.